# 2505 Hebei
2505 Hebei è un asteroide della fascia principale. Scoperto nel 1975, presenta un'orbita caratterizzata da un semiasse maggiore pari a 3,1416792 UA e da un'eccentricità di 0,1749365, inclinata di 2,08167° rispetto all'eclittica.